# Bahalin, Sofia
Bahalin (în bulgară Бахалин) este un sat în comuna Slivnița, regiunea Sofia,  Bulgaria. 

## Demografie
Componența etnică a satului Bahalin
     Bulgari (100%)
     Nicio identificare (0%)
     Altele (0%)
La recensământul din 2011, populația satului Bahalin era de 4 locuitori. Din punct de vedere etnic, toți locuitorii erau bulgari.